# 湯瑪士小火車
《湯瑪士小火車》（英語：Thomas and Friends，2003年之前為Thomas the Tank Engine & Friends ）是英國的兒童電視節目系列，於1984年在英國的ITV網絡上首次播出。該節目源自威爾伯特·奧德里牧師（英語：Rev. Wilbert Vere Awdry）與其子克里斯托弗·奧德里（英語：Christopher Awdry）共同創作的《鐵路系列》書籍。
該系列書籍講述了一群住在虛構島嶼「索多島」的擬人化鐵路火車及公路車輛的冒險經歷。這些作品源自於奧德里為他當時正從麻疹中復原的兒子Christopher所說的故事。前四季中的許多故事都是基於奧德里的親身經歷。

## 形式與動畫
每一集節目包括一個由旁述員旁述的5分鐘（第1至7季）、7分鐘（第8至10季及22季以後）或8分鐘45秒（第11至21季）故事。
該節目是由實物模型製成動畫，在當時是最有效演繹故事，而又不用像傳統動畫般成本昂貴。機車與其他交通工具能夠活動，但人物和動物一般都是不動的。表達人或動物動作時會採用定格動畫方法。從第12季開始，採用了「電腦製作影像」（CGI）來製造煙或其他效果。
因為有旁述員的關係，可避免角色說話時開合嘴巴的必要。但是，他們眼睛的移動則要由遙控裝置控制。角色的面部由乳膠雕成。每個角色都配備了不同的面部來表達不同的表情。
模型最初是以1:32的比例（在鐵路模型界中稱之為「G比例」）製造，使用Marklin製造的底盤，配以特製的車身。除眼部裝置外，機車的車體還裝有煙霧發生器。鐵路客車及貨車則使用Tenmille生產的套件組装而成。後期又重新製作了全部模型。
由第5季起，一些窄軌鐵路的角色用了較大比例的模型，目的是較容易安裝複雜的機械裝置及保持精細的外觀。在第6季中，建築機械的角色亦以大比例建造，也造了大比例的湯瑪士和培西以便與那些角色一起拍攝。自第九季起，湯瑪士模型亦與窄軌火車同場拍攝。到第10季時，大比例版詹姆士也被啟用。
2008年起，該節目的製作公司HIT Entertainment表示，此系列將會改以「電腦製作影像」（CGI）製成動畫。在第12季的動畫中，角色面部以及人物和動物均改以電腦製作影像，但背景仍為實物模型（半電腦/半定格動畫）；自第13季起，節目完全以電腦動畫製作，而角色亦能自行說話。

## 系列歷史
電視片前兩季直接根據《鐵路系列》原著進行改編。其中第一季改編自前8冊書以及奧德里特别撰寫的Thomas's Christmas Party一書。
第二季改編自第9冊  至第 30 冊 More About Thomas the Tank Engine，許多粉絲認為這段時期是湯瑪士小火車的「黃金時代」。
第三季同時包含了改編自原著和雜誌的故事以及完成新創劇情的集數。有兩大主因造成其劇情開始背離原著，其一為多數尚未改編至卡通的原著故事包含過多的新角色，造成製作費用過於昂貴；其二為編劇希望有更多故事以主角湯瑪士為中心。這些新劇情造成了許多爭議，原作者艾屈來牧師抱怨新劇情太不真實且不符合原著的精神。
在第四季開播前，本作接獲了眾多關於性別歧視的指控，其中有抱怨表示系列中缺乏女性角色。對此，編劇承諾女性角色將於下一季登場。這一季幾乎完全改編自原著，窄軌車輛角色也於此季登場，大幅地增加了能製作的故事量。
第五季是個大膽的新嘗試，該季中所有的集數皆為原創劇情，且有著全新的角色登場與更豐富有趣的故事，某些粉絲將其視為與原著完全分離的衍生作品。
緊接著第五季之後，電影《湯瑪士與神奇鐵路》上映了，劇中只有少數的卡通角色登場，且更像是奇幻主題的故事。僅管有著極高製作預算加上湯瑪士小火車的高人氣，該電影仍被英國觀眾批評為劇情混亂、劇本糟糕、執導不佳、演技拙劣，且精神與原著及改編卡通皆不符。
第六與第七季沿續新角色登場與豐富故事的方針。第六季的其中兩集以一個由全新角色組成的工程車輛團隊為重心，並有意創立一個以它們為主角的外傳系列。該外傳隨後遭取消，僅13集完工並分散於On Site with Thomas與Thomas' Trusty Friends兩套DVD中釋出。
第七季後，此系列經歷了許多明顯的轉變。HIT娛樂收購了此作，將集數長度由5分鐘增長至7分鐘，並創作了新的主題曲。角色數量急遽減少，劇情集中在湯瑪士、艾德華、亨利、高登、詹姆士、培西、托比與艾蜜莉等角色上。
由於家長團體抱怨此系列中的事故數量過多，往後的故事開始由注重動作情節轉為以道德培養為取向。粉絲們並不買單，並宣稱此作正轉變成一個過於低俗的學齡前向卡通。
在第九季發行後不久，一部非戲院首映電影《呼叫所有火車頭》推出了，且比上一部電影更受好評。
第九與第十季在主打新角色的同時也有許多舊角色回歸，而故事形式仍大致與上一季相同。然而，第十季包含28個集數，與先前每季26集的形式不同。

## 季輯列表

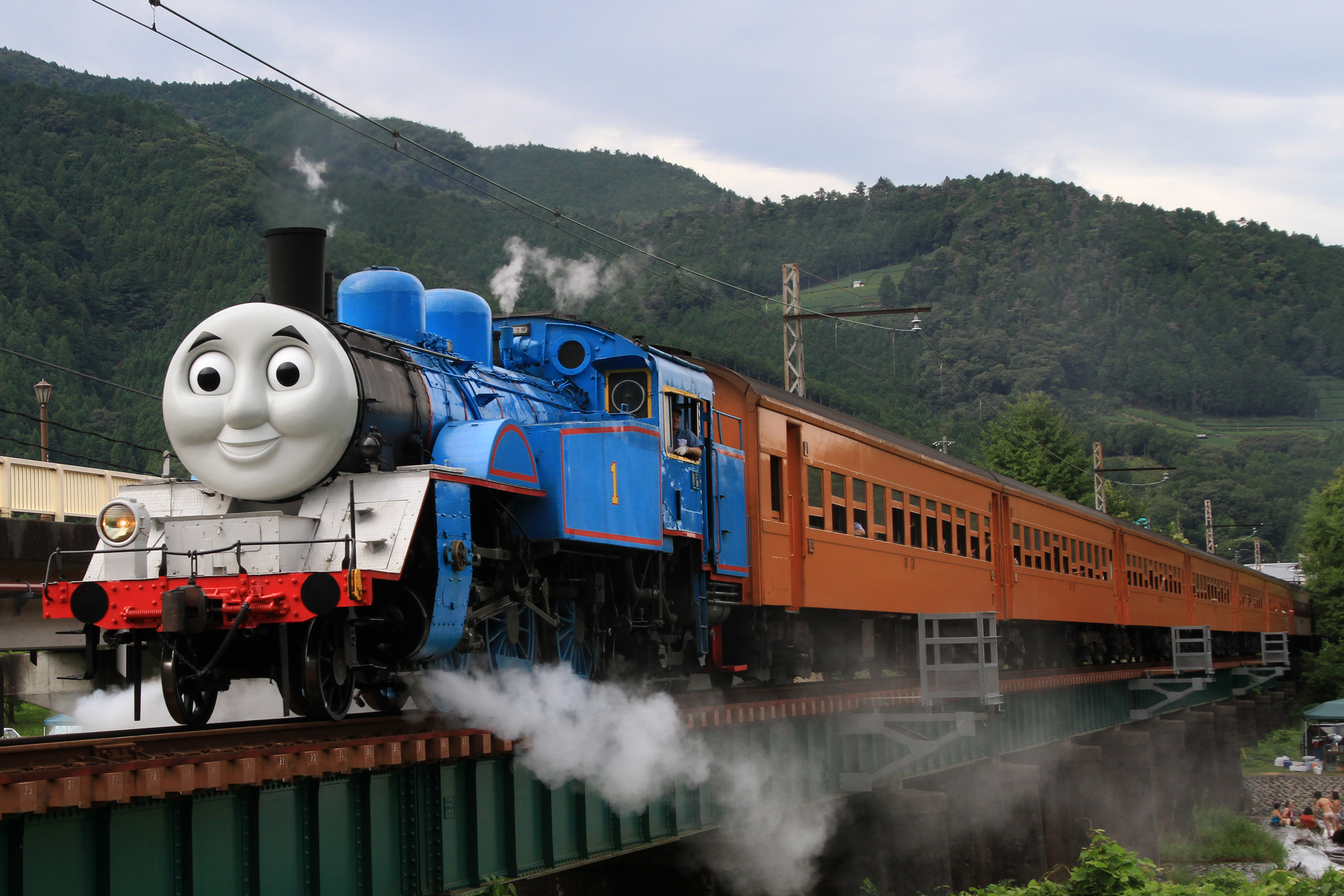
塗裝成湯瑪士色系的日本國鐵C11型227號機「湯瑪士號」行駛於大井川鐵道上

Thomas and Friends
| - 第1季（1984年） - 第2季（1986年） - 第3季（1991-1992年） - 第4季（1994-1995年） - 第5季（1998年） - 第6季（2002年） - 第7季（2003年） - 第8季（2004年） - 第9季（2005年） - 第10季（2006年） - 第11季（2007年） - 第12季（2008年） | - 第13季（2010年） - 第14季（2010年） - 第15季（2011年） - 第16季（2012年） - 第17季（2013-2014年） - 第18季（2014-2015年） - 第19季（2015-2017年） - 第20季（2016-2017年） - 第21季（2017年） - 第22季（2018-2019年） - 第23季（2019-2020年） - 第24季（2020-2021年） | - 第25季（2021-2022年） - 第26季（2022-2023年） - 第27季（2024年） |

### 電影
- 《湯瑪士小火車 》 Thomas & Friends: The Great Discovery（2008，最後一部定格動畫）
- 《湯瑪士小火車 》 Thomas & Friends: Hero of the Rails（英语：Thomas & Friends: Hero of the Rails） （2009，65週年紀念版電影，首部電腦動畫）
- 《湯瑪士小火車 》 Thomas & Friends: Misty Island Rescue（英语：Thomas & Friends: Misty Island Rescue）（2010）
- 《湯瑪士小火車 》 Thomas & Friends: Day of the Diesels（英语：Thomas & Friends: Day of the Diesels）（2011）
- 《湯馬士小火車 藍山礦場的秘密》 Thomas & Friends: Blue Mountain Mystery（2012）
- 《湯瑪士小火車 》 Thomas & Friends: King of the Railway（英语：Thomas & Friends: King of the Railway）（2013）
- 《湯瑪士小火車 》 Thomas & Friends: Tale of the Brave（英语：Thomas & Friends: Tale of the Brave）（2014）
- 《湯瑪士小火車 》 Thomas & Friends: The Adventure Begins（英语：Thomas & Friends: The Adventure Begins）（2015，70週年紀念版電影）
- 《湯瑪士小火車 》 Thomas & Friends: Sodor's Legend of the Lost Treasure（英语：Thomas & Friends: Sodor's Legend of the Lost Treasure）（2015）
- 《湯瑪士小火車 》 Thomas & Friends: The Great Race（英语：Thomas & Friends: The Great Race）（2016）
- 《湯瑪士小火車 》 Thomas & Friends: Journey Beyond Sodor（英语：Thomas & Friends: Journey Beyond Sodor）（2017）
- 《湯瑪士小火車 》 Thomas & Friends: Big World! Big Adventures!（英语：Thomas & Friends: Big World! Big Adventures!）（2018）
- 《湯瑪士小火車 》 Thomas & Friends: Digs and Discoveries（英语：Thomas & Friends: Digs and Discoveries）（2019）
- 《湯瑪士小火車 》 Thomas & Friends: Steam Team to the Rescue（英语：Thomas & Friends: Steam Team to the Rescue）（2019）
- 《湯瑪士小火車 》 Thomas & Friends: Thomas and the Royal Engine（英语：Thomas & Friends: Thomas and the Royal Engine）（2020，75週年紀念特別篇）
- 《湯瑪士小火車 》 Thomas & Friends: Marvellous Machinery（英语：Thomas & Friends: Marvellous Machinery）（2020）

### 錄影帶首映
- Calling All Engines!（英语：Calling All Engines） (2005年) (feature length movie)

## Thomas在電視和電影出現
電視劇版本於1984年在英國的獨立電視台首播。
第六季和第七季於2002年与2003年播出全集。第八季在2005年開始播出，但是可能由於節目改版原因只播出了前13集，直至2006年7月才播出剩餘的13集。在2006年中期，由於ITV和節目作者(Ofcom)之間達成一項新協議，授權其縮減兒童節目播出，five買下系列節目播放權。第九季於2005年9月4日開始播出。
在1989年，Thomas and Friends 在北美的PBS 電視台Shining Time Station 節目播出。Storytime with Thomas 是另一個美國副產品被播放到 1999 年的 福克斯家庭頻道上。目前Thomas and Friends在全世界已被翻譯成二十餘種語言。2000年，隨著 Thomas and the Magic Railroad（湯瑪士和神奇鐵路）的上映Thomas登上電影屏幕。然而，電影沒有成功。
這個 Thomas and Friends 的故事長達5分鐘。前兩季一次播放二集，在中間包括一個角色的演出。在第三季每次播放變成一集。在每一季直到第八季，軌道上火車的數量增加就跟著鐵軌擴大。
在 2004年，系列節目開始使用電腦動畫製作特殊效果並且故事長度由五分鐘改為七分鐘。 一個半小時的節目 出品 (從 2004開始，在北美播出於 PBS 和 Treehouse TV 和在英國播出於 Nick Jr.) 也有對策，展示三個加上謎題的片段，歌曲，和一些故事。新一季有主要的變化，比如改變著名的主題曲，較之以往增加更多的說教立場。在第10季開始時，只有兩個插曲出版，故事中間被替換為 索德地方，再現了不僅故事中間有特色的主要地區，還回顧了劇集第 8 至 10 季當地故事發生的地方。

## 旁述員
- 林格·斯塔 (Ringo Starr)（英國及美國第一至第二季）
- Michael Angelis（英语：Michael Angelis）（英國第三季至第十六季；美國第七季(只於 New Friends for Thomas DVD)）
- 喬治·卡林 (George Carlin)（美國第一至四季）
- 艾力·寶雲（美國第五至六季）
- Michael Brandon（英语：Michael Brandon）（美國第七至十六季）
- 皮雅斯·布士南（美國第十二季）
- Mark Moraghan（英國及美國第十七至二十一季）
- John Hasler（英语：John Hasler）（英國第二十二季至今）
- Joseph May（英语：Joseph May）（美國第二十二季至今）
- 官志宏（中華正體，MOMO親子台版本）
- 姜广涛 （中央电視台版本）
- 高翰文（香港）

## 節目花絮
- 自1984年，節目在倫敦西部的Shepperton Studios拍攝。佈景設在一個非常廣闊，大如飛機棚的房間中。那些微型火車設有遙控裝置及以35mm攝影機拍攝，使拍攝細小物件時仍保持高質素。
- 由第3季開始，故事是專為電視節目而編寫。首先由當時的節目監製Britt Allcroft編寫，第5季起由David Mitton編寫，自第7季開始則僱用一隊編劇人員創作。
- 在第6及第7季，David Mitton繼續提出故事情節，及在第六回寫下最後的一個劇本《愛德華一個有用的火車頭》。
- 至第12季為止，旁述員既要說故事，亦需扮演角色的聲音。
- 在日本版本，每個角色名自有配音員。湯瑪士及培西是由女配音員配音。
- 在部分集數中曾出現過湯瑪士的姊妹節目TUGS（英语：Tugs (TV Series)）的舊模型，而其中一位角色「Big Mickey」更是直接沿用自TUGS的同名角色。
- 第7季是最後一季使用 35mm 拍攝和湯瑪士原型蒸汽火車主題曲.
- Mike O'Donnell 和 Junior Campbell 創作節目的原創主題曲，此音樂在1984 到 2003被使用。 在 2004, Robert Hartshorne 取代他們創作, 在同一時間 Ed Welch 編寫新的主題曲和歌。
- David Mitton一直為節目導演，直至2003年退休為止。2004年起由Steve Asquith代替。
- 葡萄牙、波蘭及瑞典版本由女性擔任旁述。
- 火車頭日記2004年被列入，因為他擁有世上最大的模型鐵路。
- 只有湯瑪士、艾德華、亨利、高登、詹姆士、培西、托比、亨麗埃塔、伯蒂、安妮、克拉貝爾、胖總管及麻煩的貨車是在每一季節目中都有出現的。在節目中施達尼（英语：LB&SCR A1X class 55 Stepney） 、 特魯羅城（英语：GWR 3700 Class 3440 City of Truro） 以及飛翔的蘇格蘭人三個角色都有對應的真實存在的機車。

## 商業化

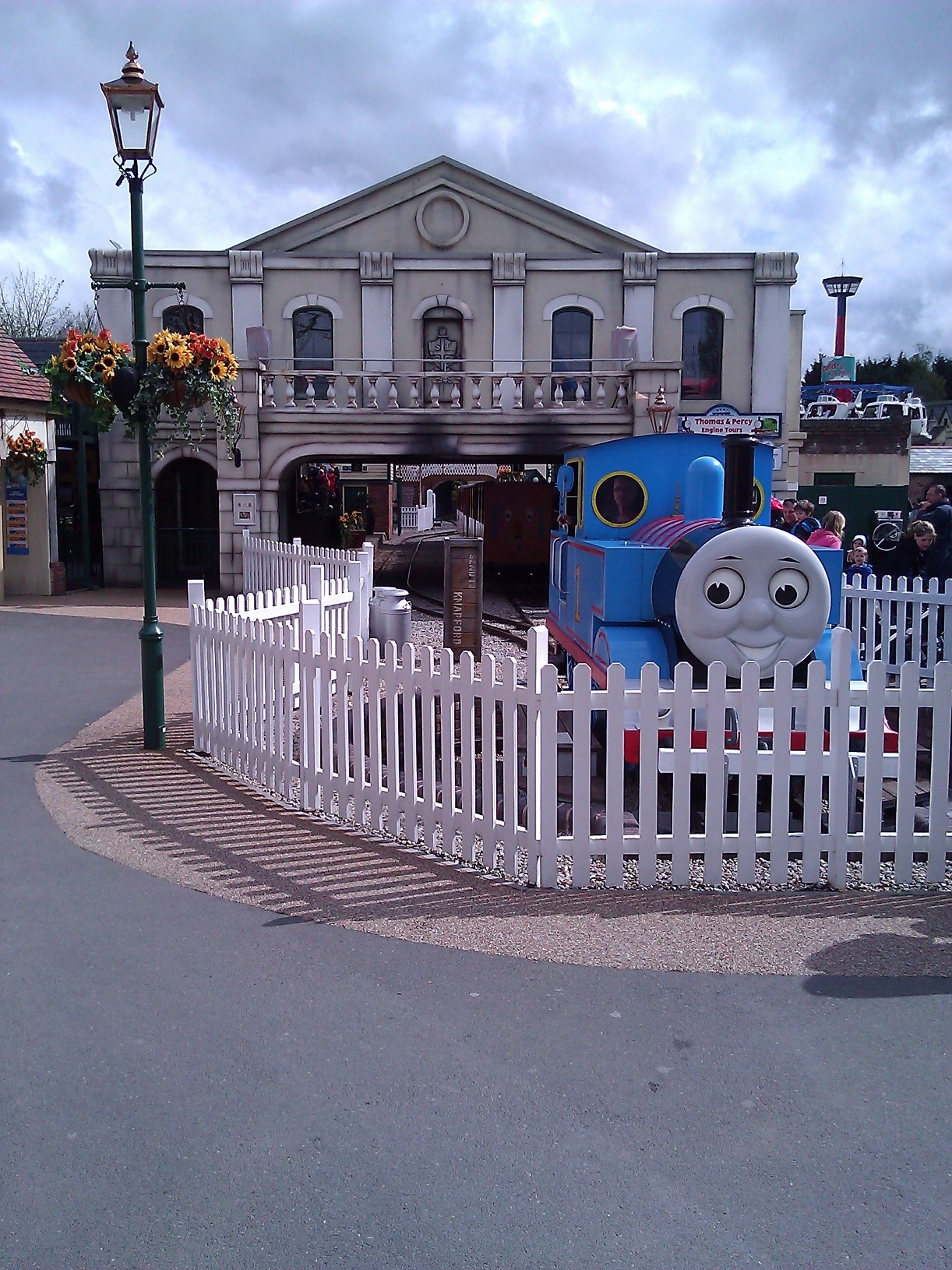
ThomasLand

### 與湯瑪士同遊
"與湯瑪士同遊"（Day out with Thomas，或稱"Come Ride the Rails with Thomas"  是美國的火車旅遊節目，賣點是乘坐的湯瑪士造型的火車環遊美國。乘客一邊旅遊，一邊瞭解美國鐵路的歷史，節目內容還包含以動畫橋段為雛的活動。

### 湯瑪士小火車遊樂場
2007年夏天，美國加州六旗發現場所（位於三藩市以北約30英里）的湯瑪斯和朋友們樂園開幕。
2008年，Drayton Manor宣佈英國將會有湯瑪士小火車遊樂場。
而日本東京富士急高原樂園  （页面存档备份，存于） 中也設有湯馬士天地  （页面存档备份，存于）。

## 外部連結
- 湯瑪士小火車 Thomas & Friends （页面存档备份，存于） （繁體中文）
- 火車頭日記 （页面存档备份，存于） （简体中文）
- 湯瑪士小火車官方網站 （页面存档备份，存于）（英語）
- 湯瑪士小火車各角色介紹 （页面存档备份，存于）（英語）
- The Real Lives of Thomas The Tank Engine（英語）
- Sodor Island Fansite（英語）
- Sodor Island Community Site（英語）
- thomas[永久]（BBC網站，英語）
- TV.com Thomas Guide （页面存档备份，存于）（英語）
- Thomas & Friends web page at TreeHouseTV.com（英語）
- Awdry Family Site（英語）
- 互联网电影数据库（IMDb）上《Thomas the Tank Engine and Friends》的资料（英文）
- Thomas The Tank Engine Train Rides in Sydney （页面存档备份，存于）（英語）
- Thomas The Tank Engine toys from the US in Britain （页面存档备份，存于）（英語）
- 《湯瑪斯＆朋友》（简化字）
- cctv湯瑪斯